# E. R. Carmin
Unter dem Pseudonym E. R. Carmin wurden bis dato acht Werke publiziert, manche davon in mehrfacher Auflage. Lebenslauf und Name des Autors sind unbekannt. Fälschlicherweise wird oft der Verleger von Das schwarze Reich : Okkultismus und Politik im 20. Jahrhundert Ralph Tegtmeier als Autor dieser Werke geführt.

## Werke
- Fünf Minuten vor Orwell. Roman. Schweizer Verlag-Haus, Zürich 1979, ISBN 3-7263-6253-3.
- Blackout : der Sommer bevor das Licht verlöscht. Roman. Internat., Schweizer Verlag-Haus, Zürich 1981, ISBN 3-7263-6293-2.
- „Guru“ Hitler : [die Geburt des Nationalsozialismus aus dem Geiste von Mystik und Magie]. Schweizer Verlagsgesellschaft, 1985, ISBN 3-7263-6446-3.
- mit Margret Arminger: Das Buch vom Augenblick : lebe hier und jetzt - oder du lebst nie! Oesch, Glattbrugg / Zürich 1989, ISBN 3-85833-385-9.
- Das schwarze Reich : Okkultismus und Politik im 20. Jahrhundert. Ed. Magus im Verlag Tegtmeier, Bad Münstereifel 1994, ISBN 3-924613-30-3.
- Das schwarze Reich : Geheimgesellschaften ; Templerorden, Thule-Gesellschaft, das Dritte Reich, CIA. Nikol, Hamburg 2002, ISBN 3-933203-62-7.
- Das schwarze Reich : Templerorden, Thule Gesellschaft, Drittes Reich, CIA - Aktualisierte und erweiterte Ausgabe. Nikol, Hamburg 2010, ISBN 978-3-86820-047-8.
- Der Kuss der Mikrobe. TWENTYSIX, 2020, ISBN 978-3-7407-6751-8.
- Wir Kinder des Wassermanns. TWENTYSIX, 2020, ISBN 978-3-7407-6546-0.